# マインツ - マンハイム線
マインツ - マンハイム線 (マインツ - マンハイムせん、ドイツ語: Bahnstrecke Mainz-Mannheim) はラインラント＝プファルツ州のマインツとバーデン＝ヴュルテンベルク州のマンハイムを結ぶ幹線鉄道である。この路線は全区間にかけて複線化・電化されており、ライン＝ネッカーSバーン列車が主に地域輸送を担当している。

## 沿線概況
マインツ - マンハイム線はマインツ中央駅でライン川左岸線を継承して、トンネルを通じてローマ劇場駅に至る。そこでフランクフルト方面のマイン線とダルムシュタット方面のライン - マイン線が同じ南橋の経路で分岐する。列車はライン川を沿って、ヴァイゼナウ行政区を通過する。この路線は右側に曲がって南南側の向かい、ラウベンハイムを経てボーデンハイムに至る。ナケンハイム駅から列車はライン川を再び沿ってオッペンハイムまで走行する。この路線は国道9号と平行にヴォルムス駅まで続く。そこでアルツァイ方面のライン＝ヘッセン鉄道とビブリス方面のリート鉄道は分岐する。
列車はヴォルムス駅を出発して、ボーベンハイム＝ロクスハイムを経て南の方向でフランケンタール中央駅に至る。フランケンタール - フラインスハイム線は中央駅から南駅まで線路を共有し、そこから分岐する。列車は左へ方向を転換して、東南側に向かいルートヴィヒスハーフェンに進入する。BASF北の工場へ伸びる貨物用連結線はオガースハイムでこの路線と合流する。この路線はくさび形 (Keilbahnhof) と二階交差の混合されるルートヴィヒスハーフェン中央駅を経て、プファルツ・ルートヴィヒ鉄道と合流する。列車は最後にコンラート・アデナウアー橋でライン川を渡って、マンハイム中央駅に至る。終点の西側にリート西部線が、東側にはリート本線、マンハイム - バーゼル線及びバーデン・ライン線が分かれる。

## 歴史

### ラインヘッセン区間
ニュルンベルク - フュルト区間のルトヴィヒ鉄道が開業した以後、1836年マインツ - ヴォルムス区間に鉄道の建設が計画された。しかしフランスとバイエルン王国の関心事はまずプロイセン王国とバーデン公国の戦略的な理由で反対された。1844年バイエルン・プファルツが鉄道敷設を追進したとき、ようやく建設計画案は着手されることが可能になった。アルツァイ経由の路線はライン川と平行な直線の路線のために放棄された。けれどもその路線はあとでマインツ - アルツァイ線とラインヘッセン線として開通した。
マインツ - ヴォルムス区間の建設許可は1846年3月25日ヘッセン大公国から与えれれ、工事は1847年6月に始まった。1848年3月革命頃の金融危機で本来の完了期限の1850年は守られなかった。財政不足は克服された後、建設作業は急速に進んだ。少なくともライン地溝帯が完全に平坦で巨大な構造物は不要だった理由がある。1853年マインツ - バイエルン境界線区間は段階的に開通した。
初期に旅客列車は一日6往復で運行され、一部の列車はパリまで走行した。マインツには汽船はマインツ・カステル駅の渡し場を連絡していた。1854年5月バイエルンとの契約以後、電報連絡先はヴォルムスからマインツに延長された。マインツ - ヴォルムス区間の線路は1871年ドイツ＝フランス戦争の以後、追加されて複線になった。
1897年ラインヘッセン区間は他のヘッセン・ルートヴィヒ鉄道の路線と共に国有化され、プロイセン王国とヘッセン大公国が共同に管理する鉄道管理局 (Eisenbahndirektion) の所属になった。1899年電気式自動信号システムが固定閉塞で導入され、1907年システムは完成された。1900年一連の普通駅で信号扱い所は規定により駅の当たり一つ或いは二つずつ設置された。1907年にはマインツとヴォルムスの間に直通電話が開設された。1914年2月マインツ - ヴォルムス間には新しい色灯式信号機が稼動された。

### ラインプファルツ区間
1844年フランケンタールで建設委員会が結成され、1845年ルートヴィヒスハーフェン - ヘッセン国境線間の敷設許可はその委員会に与えられた。鉄道を連結することには、南側の政治的な問題と北側の財政問題で難点があった。1848年革命の原因で金融危機は起きて、最初の会社は解散された。その後1852年プファルツ・ルートヴィヒス鉄道会社は国家から敷設権を引き受けた。1853年3月14日ルートヴィヒスハーフェン - ヘッセン国境線区間はまず単線で開業された。同年11月にヘッセン・ルートヴィヒス鉄道とプファルツェン・ルートヴィヒス鉄道会社は契約を締結して、全区間の旅客・貨物輸送、統合された切符などは単一な鉄道路線のように機能した。1853年11月15日ヘッセン - バイエルン・プファルツ国境で二つの路線は連結されて、その日からマインツ - パリ間の特急列車は運行できて、所要時間はおよそ17時間だった。複線化は1860年に行われた。
1870年1月1日ルートヴィヒス鉄道、マクシミリアン鉄道及び北部鉄道はプファルツ鉄道として合併され、この路線のプファルツ部分もプファルツ鉄道の傘下に入ることになった。1909年1月1日バイエルン邦有鉄道はプファルツ部分を引き取った。1914年7月1日ヴォルムスとルートヴィヒスハーフェンの間に直通電話が開設された。

### ドイツ連邦鉄道時代
マインツ - マンハイム線で1957年電化が完了した。ドイツ連邦交通計画1985年でこの路線の改修は計画されて、1990年改修のための国土利用計画の手続き (Raumordnungsverfahren) は導入された。ドイツ連邦交通計画1992年で、最高速度の200 km/hまで向上、ルートヴィヒスハーフェン - マンハイム区間の複々線改修、マインツでトンネルの追加建設が企画された。

### ドイツ鉄道時代
2012年12月マインツ - ルートヴィヒスハーフェン区間のSバーン運行のための改修と乗降場の改築プロジェクトの契約が成立した。2013年から2014年までほとんどの乗降場の改築は高さ76 cm、長さ210 mで始まった。2014年12月から南西急行 (Südwest-Express, SÜWEX) の快速列車がこの路線に投入された。フランケンタール南駅とディーンハイム駅は2015年6月時刻表定期変更の時に新設された。

## 運行形態
この路線は遠距離輸送、地域輸送及び貨物輸送の部門に重大な意味を持つ。コブレンツ、マインツ、ヴィースバーデン行きとマンハイム行きの高速・優等列車は次のようにこの路線を経由する。
- ICE 11: ヴィースバーデン - マインツ - ヴォルムス - マンハイム - シュトゥットガルト - ウルム - アウクスブルク - ミュンヘン。1日一回運行。
- ICE 45: ケルン - ケルン・ボン空港 - モンタバウアー - リンブルク南 - ヴィースバーデン - マインツ - マンハイム - ハイデルベルク - ファイヒンゲン - シュトゥットガルト。1日1往復。
- IC/EC 30: ハムブルク - ブレーメン - ミュンスター - ドルトムント - デュースブルク - ケルン - コブレンツ - マインツ - マンハイム - シュトゥットガルト/ベルン。120分間隔。EC列車は1日2往復。
- IC/EC 32: ハムブルク - ブレーメン - ミュンスター - ドルトムント - デュースブルク - ケルン - コブレンツ - マインツ - マンハイム - シュトゥットガルト (- インスブルク/クラーゲンフルト)。120分間隔。

マインツ - ボーベンハイム区間はライン＝ナーヘ地域運輸連合（Rhein-Nahe Nahverkehrsverbund、RNN）の領域でありながら、マインツ市内の区間はライン＝マイン運輸連合 (Rhein-Main VerkehrsverbundRMV) と共有している。グンタースブルム - マンハイム区間はライン＝ネッカー運輸連合 (Verkehrsverbund Rhein-Neckar、VRN) の管轄下にある。
- 快速 (RE 4) : マインツ - ヴォルムス - ルドヴィヒスハーフェン - シュパイアー - カールスルーエ。120分間隔。使用車両はDB429形電車 (FLIRT3の5両編成)。
- 快速 (RE 14) : マインツ - ヴォルムス - ルドヴィヒスハーフェン・ミッテ - マンハイム。120分間隔。使用車両はDB429形電車。
- Sバーン (S 6) : マインツ - マインツ・ローマ劇場 - ボーデンハイム - オッペンハイム - グンタースブルム - オストホーフェン - ヴォルムス - ボーベンハイム - フランケンタール - ルドヴィヒスハーフェン - マンハイム（- ノイエディンゲン＝フリードリヒスフェルト - ヴァインハイム - ベンスハイム）。30/60分間隔。使用車両はDB463形電車。2018年6月まではRB44系統であった。